# مارغريت كول
مارغريت كول (بالإنجليزية: Margaret Cole)‏‏ (6 مايو 1893 في المملكة المتحدة - 7 مايو 1980 في المملكة المتحدة) سياسية، ومحاضرة، ومؤرخة، وكاتبة سير، وروائية، وكاتِبة، وسفرجات من المملكة المتحدة.

## الجوائز
- نيشان الإمبراطورية البريطانية من رتبة قائدة